# Hypolytrum
Genre
Hypolytrum est un genre de plantes de la famille des Cyperaceae.

## Liste d'espèces
Selon Catalogue of Life (25 octobre 2017) :
- Hypolytrum africanum Nees ex Steud.
- Hypolytrum amorimii M.Alves & W.W.Thomas
- Hypolytrum amplum Poepp. & Kunth
- Hypolytrum angolense Nelmes
- Hypolytrum bahiense M.Alves & W.W.Thomas
- Hypolytrum balakrishnanii Noot.
- Hypolytrum bullatum C.B.Clarke
- Hypolytrum cacuminum Nelmes
- Hypolytrum capitulatum Valck.Sur. ex C.B.Clarke
- Hypolytrum chevalieri Nelmes
- Hypolytrum compactum Nees & Meyen ex Kunth
- Hypolytrum dissitiflorum Steud.
- Hypolytrum elegans (E.G.Camus) Uittien
- Hypolytrum espiritosantense M.Alves & W.W.Thomas
- Hypolytrum flavinux (T.Koyama) D.A.Simpson
- Hypolytrum glaziovii Boeckeler
- Hypolytrum glomerulatum M.Alves & W.W.Thomas
- Hypolytrum hainanense (Merr.) Tang & F.T.Wang
- Hypolytrum heteromorphum Nelmes
- Hypolytrum heterophyllum Boeckeler
- Hypolytrum humile (Hassk. ex Steud.) Boeckeler
- Hypolytrum jardimii M.Alves & W.W.Thomas
- Hypolytrum jenmanii C.B.Clarke
- Hypolytrum lancifolium C.B.Clarke
- Hypolytrum laxum Kunth
- Hypolytrum leptocalamum M.Alves & W.W.Thomas
- Hypolytrum longifolium (Rich.) Nees
- Hypolytrum longirostre Thwaites
- Hypolytrum lucennoi M.Alves & W.W.Thomas
- Hypolytrum mauritianum Nees ex Kunth
- Hypolytrum nemorum (Vahl) Spreng.
- Hypolytrum nudicaule Juss. ex Cherm.
- Hypolytrum nudum C.B.Clarke
- Hypolytrum ohwianum T.Koyama
- Hypolytrum pallidiceps S.S.Hooper & T.Koyama
- Hypolytrum paraense M.Alves & W.W.Thomas
- Hypolytrum paucistrobiliferum Tang & F.T.Wang
- Hypolytrum poecilolepis Nelmes
- Hypolytrum polystachyum Cherm.
- Hypolytrum pseudomapanioides D.A.Simpson & Lye
- Hypolytrum pulchrum (Rudge) H.Pfeiff.
- Hypolytrum purpurascens Cherm.
- Hypolytrum pynaertii (De Wild.) Nelmes
- Hypolytrum rigens Nees
- Hypolytrum scaberrimum Boeckeler
- Hypolytrum schnellianum Lorougnon
- Hypolytrum schraderianum Nees
- Hypolytrum secans (K.Schum.) J.Raynal
- Hypolytrum senegalense Rich.
- Hypolytrum shurenii D.A.Simpson & G.C.Tucker
- Hypolytrum sphaerostachyum Boeckeler
- Hypolytrum spongiosum T.Koyama
- Hypolytrum stemonifolium T.Koyama
- Hypolytrum strictum Poepp. & Kunth
- Hypolytrum subcompositus Lye & D.A.Simpson
- Hypolytrum supervacuum C.B.Clarke
- Hypolytrum testui Cherm.
- Hypolytrum turgidum C.B.Clarke
- Hypolytrum unispicatum Sosef & D.A.Simpson
- Hypolytrum verticillatum T.Koyama

Selon ITIS (25 octobre 2017) :
- Hypolytrum dissitiflorum Steud.
- Hypolytrum flavinux (T. Koyama) D.A. Simpson

Selon NCBI (25 octobre 2017) :
- Hypolytrum bullatum
- Hypolytrum longifolium
- Hypolytrum nemorum
- Hypolytrum testui

Selon The Plant List (25 octobre 2017) :
- Hypolytrum africanum Nees ex Steud.
- Hypolytrum amorimii M.Alves & W.W.Thomas
- Hypolytrum amplum Kunth
- Hypolytrum angolense Nelmes
- Hypolytrum bahiense M.Alves & W.W.Thomas
- Hypolytrum balakrishnanii Noot.
- Hypolytrum bullatum C.B.Clarke
- Hypolytrum cacuminum Nelmes
- Hypolytrum capitulatum Suringar ex C.B.Clarke
- Hypolytrum chevalieri Nelmes
- Hypolytrum compactum Nees & Meyen ex Kunth
- Hypolytrum dissitiflorum Steud.
- Hypolytrum elegans (E.G.Camus) Uittien
- Hypolytrum espiritosantense M.Alves & W.W.Thomas
- Hypolytrum flavinux (T.Koyama) D.A.Simpson
- Hypolytrum glaziovii Boeckeler
- Hypolytrum glomerulatum M.Alves & W.W.Thomas
- Hypolytrum hainanense (Merr.) Tang & F.T.Wang
- Hypolytrum heteromorphum Nelmes
- Hypolytrum heterophyllum Boeckeler
- Hypolytrum humile (Hassk. ex Steud.) Boeckeler
- Hypolytrum jardimii M.Alves & W.W.Thomas
- Hypolytrum jenmanii C.B.Clarke
- Hypolytrum lancifolium C.B.Clarke
- Hypolytrum laxum Kunth
- Hypolytrum leptocalamum M.Alves & W.W.Thomas
- Hypolytrum longifolium (Rich.) Nees
- Hypolytrum longirostre Thwaites
- Hypolytrum lucennoi M.Alves & W.W.Thomas
- Hypolytrum mauritianum Nees ex Kunth
- Hypolytrum nemorum (Vahl) Spreng.
- Hypolytrum nudicaule Juss. ex Cherm.
- Hypolytrum nudum C.B.Clarke
- Hypolytrum ohwianum T.Koyama
- Hypolytrum pallidiceps S.S.Hooper & T.Koyama
- Hypolytrum paraense M.Alves & W.W.Thomas
- Hypolytrum paucistrobiliferum Tang & F.T.Wang
- Hypolytrum poecilolepis Nelmes
- Hypolytrum polystachyum Cherm.
- Hypolytrum pseudomapanioides D.A.Simpson & Lye
- Hypolytrum pulchrum (Rudge) H.Pfeiff.
- Hypolytrum pynaertii (De Wild.) Nelmes
- Hypolytrum rigens Nees
- Hypolytrum scaberrimum Boeckeler
- Hypolytrum schnellianum Lorougnon
- Hypolytrum schraderianum Nees
- Hypolytrum secans (K.Schum.) J.Raynal
- Hypolytrum senegalense Rich. ex Pers.
- Hypolytrum shurenii D.A.Simpson & G.C.Tucker
- Hypolytrum sphaerostachyum Boeckeler
- Hypolytrum spongiosum T.Koyama
- Hypolytrum stemonifolium T.Koyama
- Hypolytrum strictum Poepp. ex Kunth
- Hypolytrum subcompositus Lye & D.A.Simpson
- Hypolytrum supervacuum C.B.Clarke
- Hypolytrum testui Cherm.
- Hypolytrum turgidum C.B.Clarke
- Hypolytrum unispicatum Sosef & D.A.Simpson
- Hypolytrum unispiculatum Sosef & D.A. Simpson
- Hypolytrum verticillatum T.Koyama

Selon Tropicos (25 octobre 2017) (Attention liste brute contenant possiblement des synonymes) :
- Hypolytrum africanum Nees ex Steud.
- Hypolytrum albidum Willd. ex Kunth
- Hypolytrum amorimii M. Alves & W.W. Thomas
- Hypolytrum amplectens Valck. Sur.
- Hypolytrum amplissimum M. Alves & W.W. Thomas
- Hypolytrum amplum Poepp. & Kunth
- Hypolytrum angolense Nelmes
- Hypolytrum anomalum Steud.
- Hypolytrum aschersonianum Boeckeler
- Hypolytrum bahiense M. Alves & W.W. Thomas
- Hypolytrum balakrishnanii Noot.
- Hypolytrum berteroanum Schult.
- Hypolytrum berteroi Spreng.
- Hypolytrum borneense Kurz
- Hypolytrum buchholzianum Boeckeler
- Hypolytrum bullatum C.B. Clarke
- Hypolytrum cacuminum Nelmes
- Hypolytrum caespitosum Schrad. ex Nees
- Hypolytrum capitulatum Suringar ex C.B. Clarke
- Hypolytrum cariciforme Nees ex Steud.
- Hypolytrum chevalieri Nelmes
- Hypolytrum compactum Nees & Mey.
- Hypolytrum congense C.B. Clarke ex De Wild. & T. Durand
- Hypolytrum corymbosum Rich. ex Boeckeler
- Hypolytrum costato-nux C.B. Clarke
- Hypolytrum costatum Hochst. ex Steud.
- Hypolytrum depauperatum (Ohwi) Ohwi & Koyama
- Hypolytrum diandrum (Roxb.) A. Dietr.
- Hypolytrum dissitiflorum Steud.
- Hypolytrum elatum (Cherm.) Nelmes
- Hypolytrum elegans (E.G. Camus) Uittien
- Hypolytrum espiritosantense M. Alves & W.W. Thomas
- Hypolytrum flavinux (T. Koyama) D.A. Simpson
- Hypolytrum floribundum Nees ex Steud.
- Hypolytrum fomosanum Ohwi
- Hypolytrum formosanum Ohwi
- Hypolytrum fuscorubens T. Koyama
- Hypolytrum fuscum Nees
- Hypolytrum gabonicum Cherm.
- Hypolytrum giganteum Wall. ex Nees
- Hypolytrum glaziovii Boeckeler
- Hypolytrum glomeratum Rich. ex Kunth
- Hypolytrum glomerulatum M. Alves & W.W. Thomas
- Hypolytrum gracile Rich. ex Pers.
- Hypolytrum grande (Uittien) T. Koyama
- Hypolytrum hainanense (Merr.) Tang & F.T. Wang
- Hypolytrum heteromorphum Nelmes
- Hypolytrum heterophyllum Boeckeler
- Hypolytrum hoppioides Huber ex C.B. Clarke
- Hypolytrum humile (Hassk. ex Steud.) Boeckeler
- Hypolytrum imeriense R. Gross
- Hypolytrum iridifolium Link
- Hypolytrum irriguum Nees
- Hypolytrum jardimii M. Alves & W.W. Thomas
- Hypolytrum jenmanii C.B. Clarke
- Hypolytrum kuntzeanum Boeckeler
- Hypolytrum laevigatum (Roxb.) Spreng.
- Hypolytrum lancifolium C.B. Clarke
- Hypolytrum latifolium F. Chun & F.C. How
- Hypolytrum laxum Kunth
- Hypolytrum leprieurii Nees ex Steud.
- Hypolytrum leptocalamum M. Alves & W.W. Thomas
- Hypolytrum lissocarpum M. Alves & W.W. Thomas
- Hypolytrum loefgrenii Boeckeler
- Hypolytrum longifolium (Rich.) Nees
- Hypolytrum longirostre Thwaites
- Hypolytrum longiscaposum C.B. Clarke
- Hypolytrum lucennoi M. Alves & W.W. Thomas
- Hypolytrum macranthum Boeckeler
- Hypolytrum macrocephalum (Gaudich.) Kunth
- Hypolytrum macrophyllum Boeckeler
- Hypolytrum maculatum (Michx.) Kuntze
- Hypolytrum madagascarense C.B. Clarke
- Hypolytrum mauritianum Nees ex Kunth
- Hypolytrum micranthum Boeckeler
- Hypolytrum microcarpum S.T. Blake
- Hypolytrum microstachyum Boeckeler
- Hypolytrum minus Ridl.
- Hypolytrum multinerve Hochst. ex Steud.
- Hypolytrum myrianthum Miq.
- Hypolytrum nemorum (Vahl) Spreng.
- Hypolytrum nicaraguense Liebm.
- Hypolytrum nudicaule Cherm.
- Hypolytrum nudum C.B. Clarke
- Hypolytrum ohwianum T. Koyama
- Hypolytrum oligostachyum K. Schum. & Lauterb.
- Hypolytrum pallidiceps S.S. Hooper & T. Koyama
- Hypolytrum pandanophyllum F. Muell.
- Hypolytrum paraense M. Alves & W.W. Thomas
- Hypolytrum parvibracteatum C.B. Clarke
- Hypolytrum parvibracteum C.B. Clarke
- Hypolytrum paucistrobiliferum Tang & F.T. Wang
- Hypolytrum penangense C.B. Clarke
- Hypolytrum philippense C.B. Clarke
- Hypolytrum poecilolepis Nelmes
- Hypolytrum polystachyum Cherm.
- Hypolytrum proliferum Boeckeler
- Hypolytrum pseudomapanioides D.A. Simpson & Lye
- Hypolytrum pulchrum (Rudge) H. Pfeiff.
- Hypolytrum punctatum Nees
- Hypolytrum pungens (Vahl) Kunth
- Hypolytrum purpurascens Cherm.
- Hypolytrum pycnocephalum Benth.
- Hypolytrum pynaertii (De Wild.) Nelmes
- Hypolytrum quadriglumatum Valck. Sur.
- Hypolytrum radians (C.B. Clarke) Ridl.
- Hypolytrum rhizomatanthum Cherm.
- Hypolytrum rigens Nees
- Hypolytrum rubescens Huber ex C.B. Clarke
- Hypolytrum sandwithii Gilly
- Hypolytrum scaberrimum Boeckeler
- Hypolytrum scabrum Uittien
- Hypolytrum scapigerum Nees
- Hypolytrum schnellianum Lorougnon
- Hypolytrum schoenoides (C. Presl) Nees
- Hypolytrum schraderianum Nees
- Hypolytrum scirpoides (J. Presl & C. Presl) Merr.
- Hypolytrum secans (K. Schum.) J. Raynal
- Hypolytrum selloianum Boeckeler
- Hypolytrum sellowiana (Kunth) Kuntze
- Hypolytrum senegalemse (Lam.) Rich. ex Pers.
- Hypolytrum seychellense C.B. Clarke
- Hypolytrum shurenii D.A. Simpson & G.C. Tucker
- Hypolytrum soyauxii Boeckeler
- Hypolytrum sphacelatum (Vahl) J. Presl & C. Presl
- Hypolytrum sphaerostachyum Boeckeler
- Hypolytrum spongiosum T. Koyama
- Hypolytrum stemonifolium T. Koyama
- Hypolytrum strictum Poepp. & Kunth
- Hypolytrum subcompositus Lye & D.A. Simpson
- Hypolytrum supervacuum C.B. Clarke
- Hypolytrum sylvaticum Poepp. & Kunth ex Kunth
- Hypolytrum tepuianum Steyerm.
- Hypolytrum testaceum C.B. Clarke
- Hypolytrum testui Cherm.
- Hypolytrum triceps (Roxb.) A. Dietr.
- Hypolytrum trinervium Kunth
- Hypolytrum turgidum C.B. Clarke
- Hypolytrum umbellatum Willd. ex Link
- Hypolytrum unispicatum Sosef & D.A. Simpson
- Hypolytrum unispiculatum Sosef & D.A. Simpson
- Hypolytrum verticillatum T. Koyama
- Hypolytrum viridinux C.B. Clarke
- Hypolytrum vitiense C.B. Clarke
- Hypolytrum wightianum Boeckeler
- Hypolytrum xerocarpum C.B. Clarke